# Michael Anton Biermer
Michael Anton Biermer (Bamberga, 18 ottobre 1827 – Schöneberg, 15 ottobre 1892) è stato un medico tedesco.

## Biografia
Nel 1851 conseguì il dottorato all'Università di Würzburg, dove fu allievo di Rudolf Virchow. Successivamente fu professore a Berna (dal 1861), a Zurigo (dal 1867) e a Breslavia (1874-1891). Due dei suoi studenti più noti erano il chirurgo Theodor Kocher (1841-1917) a Zurigo e il dermatologo Albert Neisser (1855-1916) a Breslavia.
Nel 1860 Biermer fu il primo a descrivere un paziente affetto da leucemia linfoblastica acuta. Nel 1872 descrisse un disturbo che chiamò "anemia perniciosa progressiva". Nel 1849, anche Thomas Addison descrisse la stessa malattia, ma la descrizione di Biermer era molto più completa. Storicamente, l'anemia perniciosa è stata anche chiamata "malattia di Addison-Biermer".